# TD Canada Trust Tower (Calgary)
TD Canada Trust Tower ist ein hohes Bürogebäude in Calgary, Alberta, Kanada. Das Gebäude befindet sich auf der 421 7th Avenue SW und erreicht eine Höhe von 162 Metern. Das Gebäude befindet sich auf einem vierstöckigen Podium, in dem sich das The Core Shopping Centre befindet. Das Gebäude verfügt über 40 Etagen und verfügt über eine Bürofläche von 40.000 m2. Das Gebäude wurde von dem Architekturbüro WZMH Architects im postmodernen Architekturstil entworfen und von PCL Construction gebaut. Das Gebäude wurde 1991 fertiggestellt.